# Миронівка (Курманський район)
Миро́нівка (до 1945 року — Старий Баявут, Ескі-Баявут; крим. Eski Bayavut) — село Курманського району Автономної Республіки Крим.